# Leónidas (chuva de meteoros)

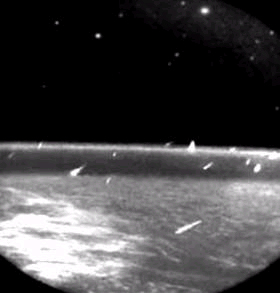
As Leônidas vistas do espaço.

O fenómeno das Leónidas (português europeu) ou Leônidas (português brasileiro) são uma prolífica chuva de meteoros anual associada ao cometa Tempel–Tuttle, e também são conhecidos por suas espetaculares tempestades de meteoros que ocorrem aproximadamente a cada 33 anos. Os Leônidas recebem seu nome da localização do seu radiante na constelação de Leão: os meteoros parecem irradiar-se daquele ponto no céu. Seu nome correto em grego deveria ser Leontídeos com um t adicional (em grego clássico: Λεοντίδαι), mas a palavra foi inicialmente construída como uma híbrida de grego e latim e tem sido usada desde então.[carece de fontes?]
A Terra move-se através de correntes de meteoroides deixadas pelas passagens de um cometa. Essas correntes consistem em partículas sólidas, conhecidas como meteoroides, normalmente ejetadas pelo cometa à medida que seus gases congelados evaporam sob o calor do Sol quando ele está próximo ao Sol – tipicamente mais perto do que a órbita de Júpiter. Devido à órbita retrógrada do 55P/Tempel–Tuttle, os Leônidas são correntes de movimento rápido que cruzam o caminho da Terra e colidem a 70 km/s (43 mi/s). É a chuva de meteoros anual mais rápida. Leônidas maiores com cerca de 10 mm (0,4 in) de diâmetro têm uma massa de 0,5 g (0,02 oz) e são conhecidos por gerar meteoros brilhantes (magnitude aparente −1,5). Uma chuva anual de Leônidas pode depositar 12 ou 13 toneladas de partículas em todo o planeta.
Os meteoroides deixados pelo cometa são organizados em trilhas com órbitas similares, embora ligeiramente diferentes das do cometa. Eles são diferentemente perturbados pelos planetas, em particular por Júpiter, e em menor grau pela pressão de radiação do Sol – o efeito Poynting-Robertson e o efeito Yarkovsky. Essas trilhas de meteoroides causam chuvas de meteoros quando a Terra as encontra. Trilhas antigas não são densas e compõem a chuva de meteoros com alguns meteoros por minuto. No caso dos Leônidas, o pico tende a ocorrer em torno de 18 de novembro, mas alguns meteoros podem ser vistos em dias anteriores e posteriores, e o pico específico varia a cada ano. Por outro lado, trilhas jovens são muito densas e causam surtos de meteoros quando a Terra entra em uma delas.
Os Leônidas também produzem tempestades de meteoros (grandes surtos) aproximadamente a cada 33 anos, durante os quais a atividade excede 1 000 meteoros por hora, com alguns eventos ultrapassando 100 000 meteoros por hora, em contraste com o fundo esporádico (5 a 8 meteoros por hora) e o fundo da chuva (vários meteoros por hora).

## História

### 1800s
Os Leônidas são famosos porque suas chuvas de meteoros, ou tempestades, podem estar entre as mais espetaculares. Devido à tempestade de 1833 e aos desenvolvimentos no pensamento científico da época (veja, por exemplo, a identificação do Cometa Halley), os Leônidas tiveram um grande impacto no estudo científico dos meteoros, que antes eram considerados fenômenos atmosféricos. Embora se sugira que a chuva e tempestades de meteoros Leônidas foram observadas em tempos antigos, foi a tempestade de meteoros de 12 a 13 de novembro de 1833 que entrou na consciência moderna das pessoas. Uma estimativa da taxa de pico foi superior a cem mil meteoros por hora, enquanto outra, feita enquanto a tempestade diminuía, estimou mais de 240 000 meteoros durante as nove horas da tempestade.
O evento foi registrado por várias nações de nativos americanos: os Cheyenne estabeleceram um tratado de paz e o calendário Lakota foi redefinido. Muitos aniversários de nativos americanos foram calculados com referência ao evento dos Leônidas de 1833. Abolicionistas como Harriet Tubman e Frederick Douglass, bem como proprietários de escravos, notaram e outros.
O New York Evening Post publicou uma série de artigos sobre o evento, incluindo relatos do Canadá até a Jamaica, foi noticiado em vários estados além de Nova York e, embora tenha ocorrido na América do Norte, foi comentado na Europa. O jornalismo do evento tende a se elevar acima dos debates partidários da época e revisa fatos à medida que eles podiam ser investigados. Abraham Lincoln comentou sobre isso anos depois. Próximo a Independence, Missouri, no Condado de Clay, uma comunidade refugiada de mórmons observou a chuva de meteoros nas margens do Rio Missouri, depois de serem expulsos de suas casas por colonos locais. Joseph Smith, o fundador e primeiro líder do mormonismo, mais tarde registrou em seu diário para novembro de 1833 sua crença de que este evento foi "um cumprimento literal da palavra de Deus" e um prenúncio da iminente segunda vinda de Cristo. Embora tenha sido notado no meio-oeste e nas áreas orientais, também foi observado em Far West, Missouri.
Denison Olmsted foi o cientista que explicou o evento com maior precisão. Após passar as últimas semanas de 1833 coletando informações, ele apresentou suas descobertas em janeiro de 1834 para o American Journal of Science and Arts, publicado entre janeiro e abril de 1834, e em janeiro de 1836. Ele observou que a chuva de meteoros teve curta duração e não foi visível na Europa, com os meteoros irradiando de um ponto na constelação de Leão. Olmsted especulou que os meteoros se originaram de uma nuvem de partículas no espaço.
O retorno dos Leonídeos em 1866 contou com relatos de centenas de meteoros por minuto e até alguns milhares por hora na Europa. Em 1867, os Leonídeos foram novamente visíveis, embora a luz da lua tenha reduzido a taxa para 1 000 meteoros por hora. Outra forte aparição dos Leonídeos em 1868 atingiu uma intensidade de 1 000 meteoros por hora em céus escuros. Foi entre 1866 e 1867 que informações sobre o Cometa Tempel-Tuttle foram reunidas, identificando-o como a fonte da chuva de meteoros e das tempestades. Quando as tempestades não retornaram em 1899, acreditou-se que a poeira havia se dispersado e que as tempestades eram eventos do passado.

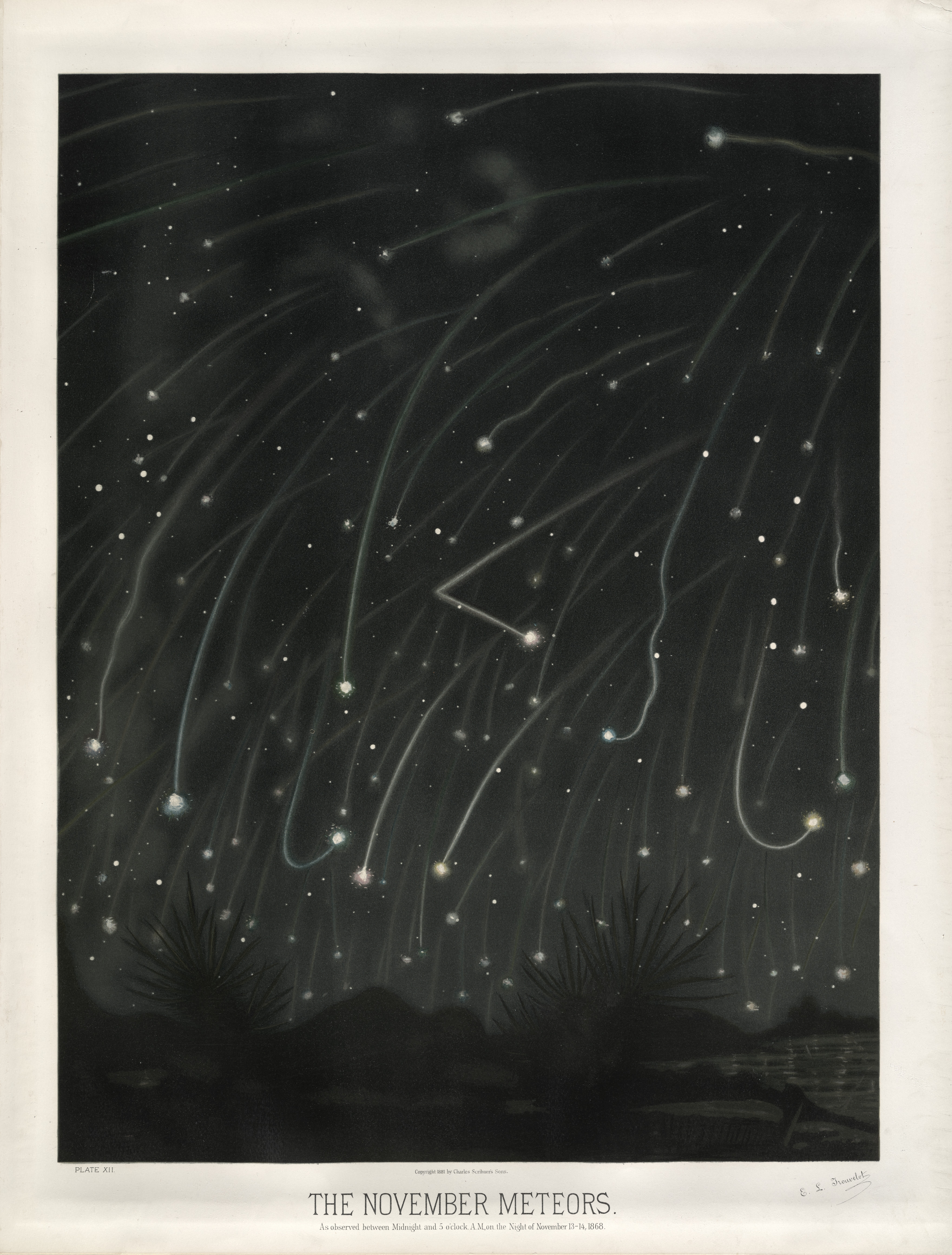
Os Meteoros de Novembro, por Étienne Léopold Trouvelot, 1868

### 1900s
Em 1966, uma espetacular tempestade de meteoros foi vista sobre as Américas. Registros históricos documentaram os Leonídeos desde 900 d.C. Estudos de radar mostraram que a tempestade de 1966 incluía uma proporção relativamente alta de partículas menores, enquanto a atividade mais baixa de 1965 possuía uma proporção maior de partículas maiores.
Em 1981, Donald K. Yeomans, do Laboratório de Propulsão a Jato (JPL), revisou a história das chuvas de meteoros dos Leonídeos e a trajetória dinâmica do cometa Tempel-Tuttle. Um gráfico dessa pesquisa foi adaptado e republicado na Sky and Telescope. Esse gráfico mostrava as posições relativas da Terra e do Tempel-Tuttle, destacando os encontros da Terra com áreas densas de poeira. Isso mostrou que os meteoroides estavam principalmente atrás e fora da trajetória do cometa, mas que passagens da Terra por densas nuvens de partículas resultavam em tempestades poderosas muito próximas de áreas de pouca ou nenhuma atividade. Contudo, a posição dos Leonídeos em 1998 foi favorável, despertando interesse renovado.
Antes do retorno de 1998, uma campanha de observação aérea foi organizada por Peter Jenniskens do Centro de Pesquisa Ames da NASA para mobilizar técnicas modernas de observação. Em 1999, também houve esforços para observar os impactos de meteoroides na Lua, como exemplo de fenômeno lunar transitório. Observar impactos na Lua permite ver meteoros atingindo a superfície lunar em toda a sua extensão visível. Em 1998, a cauda de sódio da Lua triplicou logo após a chuva de meteoros Leonídeos, composta por meteoroides maiores (que na Terra apareceram como bolas de fogo). Entretanto, em 1999, a cauda de sódio da Lua não foi alterada pelos impactos dos Leonídeos.
Pesquisas de Kondrat'eva, Reznikov e colegas da Universidade de Kazan mostraram como as tempestades de meteoros poderiam ser previstas com precisão, mas por anos a comunidade mundial de meteoros permaneceu amplamente alheia a esses resultados. O trabalho de David J. Asher do Observatório de Armagh e Robert H. McNaught do Observatório de Siding Spring e, independentemente, de Esko Lyytinen em 1999, seguindo a pesquisa de Kazan, é considerado um avanço na análise moderna das tempestades de meteoros.
Essas previsões de Asher e McNaught cronometraram picos de atividade com precisão de até dez minutos, refinando os cálculos das nuvens de partículas para identificar trilhas específicas de cada passagem do cometa, cujas trajetórias eram afetadas pela proximidade com os planetas. No entanto, embora fosse possível prever a intensidade de uma trilha de meteoroides, ainda não se entendia completamente se uma trilha específica seria composta predominantemente por partículas pequenas ou grandes, o que afetaria a intensidade e o brilho dos meteoros observados. Contudo, McNaught estendeu sua pesquisa para examinar o posicionamento da Lua em relação às trilhas de meteoroides e previu uma grande chance de uma tempestade em 1999, enquanto os contatos subsequentes da Lua com as trilhas nos anos 2000 e 2001 (e até 2006) indicavam menos impactos.

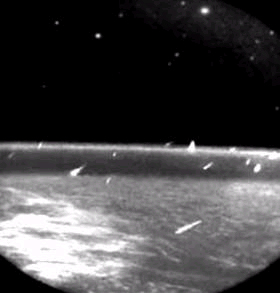
Leonídeos vistos do espaço em 1997, NASA

### 2000s
Campanhas de observação nos anos 1999, 2001 e 2002 registraram imagens espetaculares das tempestades, com taxas de até 3 000 meteoros Leonídeos por hora. As previsões para os impactos dos Leonídeos na Lua também observaram que, em 2000, o lado da Lua voltado para a corrente de meteoros estava fora do alcance da Terra, mas que os impactos seriam suficientes para levantar uma nuvem de partículas que causaria um aumento detectável na cauda de sódio da Lua. Pesquisas usando a explicação das trilhas de meteoroides ajudaram a explicar tempestades passadas. A tempestade de 1833, por exemplo, não se deveu à passagem recente do cometa, mas ao impacto direto com a trilha de poeira deixada em 1800. Os meteoroides da passagem do cometa em 1733 resultaram na tempestade de 1866, enquanto a tempestade de 1966 foi causada pela passagem de 1899 do cometa. Os picos duplos na atividade dos Leonídeos em 2001 e 2002 foram devido às passagens do cometa e à poeira ejetada em 1767 e 1866. Esse trabalho inovador foi posteriormente aplicado a outras chuvas de meteoros, como as Bootídeas de junho de 2004. Peter Jenniskens publicou previsões para os próximos 50 anos. Contudo, um encontro próximo com Júpiter deverá alterar a trajetória do cometa e de muitas trilhas, tornando improváveis tempestades de grande magnitude por várias décadas.
Pesquisas recentes tentam levar em consideração os papéis das diferenças nos corpos parentais e as particularidades de suas órbitas, velocidades de ejeção das partículas do núcleo de um cometa, pressão de radiação do Sol, efeito de Poynting-Robertson e o efeito Yarkovsky sobre as partículas de diferentes tamanhos e taxas de rotação para explicar as diferenças entre as chuvas de meteoros em termos de predominância de bolas de fogo ou pequenos meteoros.
Predições para o século XXI indicam uma possível atividade moderada dos Leonídeos em determinados anos, com a próxima grande tempestade de meteoros potencialmente prevista para 2099, conforme os estudos de Mikhail Maslov.
Previsões até o final do século 21 foram publicadas por Mikhail Maslov.